# Свети Роман
Роман мученик (умро у Риму 9. августа 258.) је свети мученик, пострадао у Риму 258. године. Црква га прославља 9. августа.
По светом предању био је римски легионар који је примио хришћанство видевши храбро и чудесно држање светог Лаврентије током мучениња. Тада је Роман имао визију анђела који га је позвао да ублажи муке светом мученику и одлучио је да прими крштење. Цар Деције, бесан због таквог држања светог Лоаврентија, одлучио је да га погуби. Роман је неприметно пришао ђакону с врчем воде и Лаврентије га је одмах крстио. Свети Роман је, након тога, одмах заробљен и жестоко претучен. Затим, након што је јавно изјавио да је хришћанин, и сам је погубљен одсецањем главе 9. августа 258. године.
Његове мошти чувају се у Риму, Луки, Ферари и Авели. Свети Роман се поштује као заштитник Монака. 